# 오오츠카 아이나
오오츠카 아이나(일본어: 大塚愛菜 오오쓰카 아이나[*], 1998년 4월 3일 ~ )는 일본의 여성 아이돌 그룹 Juice=Juice의 전 멤버이다. 하로프로연수생의 한 명.

## 약력
모닝구무스메。9기 오디션을 받아 3차 심사에서 낙선. 2011년 7월부터 하로프로에그(현 하로프로연수생)에 가입해, 활동.
2012년
- 9월 11일,「하로프로연수생 발표회 2012 ~9월의 생계란 Show!~」에서 첫 피로연.

2013년
- 2월, 하로프로연수생 내 유닛인「Juice=Juice」결성 멤버로 뽑혔다.
- 7월 5일, Juice=Juice · 하로프로연수생을 탈퇴하는 것을 발표[1].

2014년
- 4월 22일, 아메바 블로그에서 개인 블로그를 시작. 가수로서 데뷔를 목표로 하는 것을 시사하는 내용을 기재[2].

## 인물
- 좋아하는 것은 음식 캘퍼스. 싫어하는 음식은 소엽. 특기는 축구 등 스포츠, 음식, 외발 자전거.
- 좋아하는 아티스트는 ONE OK ROCK, SCANDAL등. 또 이전 소속된 헬로! 프로젝트의 곡도 즐겼고 전술 아티스트들의 노래는 라이브에서도 자주 커버하고 있다.
- 좋아하는 캐릭터는 인어공주의 아리엘.
- 헬로! 프로젝트에서 존경하는 멤버는 ℃-ute의 오카이 치사토.「노래에 힘이 있어 주위를 밝게 힘이 있는 곳이 존경합니다」.
- 헬로! 프로젝트의 프로듀서인 층쿠♂에서는「모닝구무스메。9기 오디션에서 최종까지 남은 강자. 소리의 질은 마이크에 엄청 많이 걸린 소리입니다.」로 평가된다.
- 개를 두마리 키우고 있어 개 품종은 각각 토이 푸들과 닥스훈트.

## 작품

### 싱글
1. Dreamer (2015년 11월 29일, 회장 한정 발매)

## 출연

### 콘서트
- 하로프로연수생 발표회 2011 ~9월의 생계란 Show!~ (2011년 9월 11일, 요코하마 BLITZ)
- 하로프로연수생 발표회 2012 ~3월의 생계란 Show!~ (2012년 3월 31일, 니혼바시 미츠이 홀)
- 하로프로연수생 발표회 2012 ~6월의 생계란 Show!~ (2012년 6월 17일, 야마노 홀)
- 하로프로연수생 2012 발표회 ~9월의 생계란 Show!~ (2012년 9월 9일, 야마노 홀)
- 하로프로연수생 발표회 2013 ~3월의 생계란 Show!~ (2013년 3월 31일, 요코하마 BLITZ)
- 하로프로연수생 발표회 2013 ~3 · 6월의 생계란 Show!~ (2013년 6월 8일, 미엘파르크 도쿄 · 15일, 오사카 미도리 회관)

### 이벤트
- 석박「시오도메☆아이돌 카니발!! 2011 in SHIODOME-AX」하로프로에그 신멘을 맞아 ~하기 휴가 중 데라 AX!~ (2011년 8월 11일 18일, 시오도메 AX)
- 석박 2012 시오도메☆아이돌 카니발!! 2012 하로프로연수생 여름 휴가 중 ~시오도메 헌터~ (2012년 8월 26일, 시오도메 AX)
- 시오도메 로코 달러 고시엔 2015 (2015년 8월 16일, 시오도메 닛테레 타워 대 지붕 광장 특설 무대)

## 소속 유닛
- Juice=Juice (2013년)

## 같이 보기
- 헬로! 프로젝트
- 하로프로연수생 (구.하로프로에그)